# Lucio Antonio Albo (cónsul 102)
Lucio Antonio Albo (en latín, Lucius Antonius Albus) fue un senador romano que vivió a finales del siglo I y comienzos del siglo II, desarrollando su carrera política, bajo los imperios de Domiciano, Nerva y Trajano.

## Carrera política
Su único cargo conocido fue el de consul suffectus entre septiembre y diciembre de 102, bajo Trajano.
Su hijo fue Lucio Antonio Albo, consul suffectus en 134 o 135, bajo Adriano o Antonino Pío y procónsul de Asia en 147-148.